# Okus
Okus – wieś w Anglii, w hrabstwie Wiltshire. Leży 52 km na północ od miasta Salisbury i 116 km na zachód od Londynu.